# M1903 Springfield
Súng trường M1903 Springfield là mẫu súng trường lên đạn bằng khóa nòng thủ công rất nổi tiếng, được trang bị cho quân đội Hoa Kỳ trong suốt nửa đầu của thế kỷ 20. Quân đội Hoa Kỳ chính thức sử dụng khẩu súng này vào ngày 19 tháng 6 năm 1903 . Vào năm 1936, Quân đội Hoa Kỳ thay thế khẩu súng này bằng khẩu súng trường bán tự động M1 Garand dùng chung cỡ đạn.30-06 nhưng có tốc độ bắn nhanh hơn. Mặc dù vậy nhưng nhiều đơn vị Hoa Kỳ ở Philippines trong thời gian Chiến dịch Philippines diễn ra vẫn sử dụng khẩu M1903 làm vũ khí chiến đấu tiêu chuẩn. Ngoài ra, nó còn được sử dụng như một khẩu súng bắn tỉa của Quân đội Hoa Kỳ trong Thế chiến 2, Chiến tranh Triều Tiên và giai đoạn đầu Chiến tranh Việt Nam nhờ có uy lực mạnh và độ chính xác cao.

## Giai đoạn chế tạo

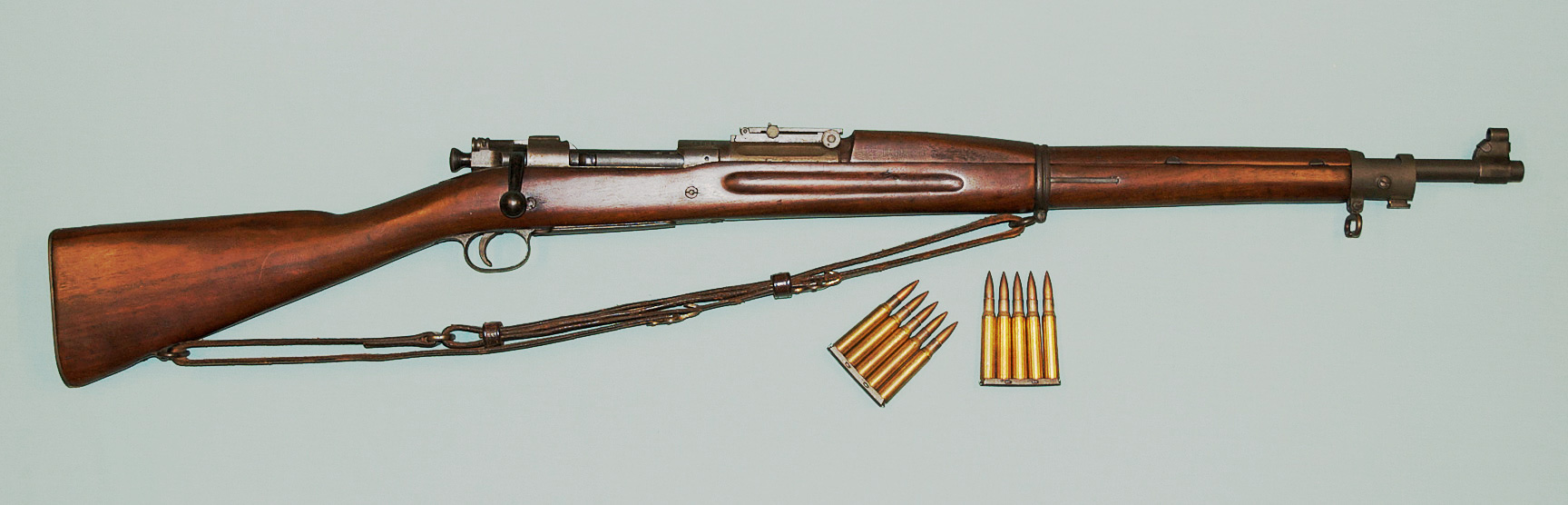
M1903 Springfield trong viện bảo tàng lịch sử ở Stockholm, Thụy Điển.

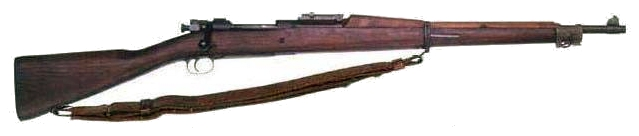
Phiên bản gốc M1903 Springfield, được dùng bởi quân đội Mỹ trong những ngày đầu ở mặt trận Thái Bình Dương.

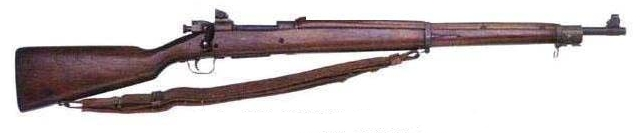
Phiên bản Remington M1903A3 Springfield.

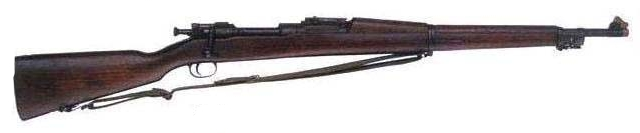
Phiên bản M1903 Springfield với loại báng khác.

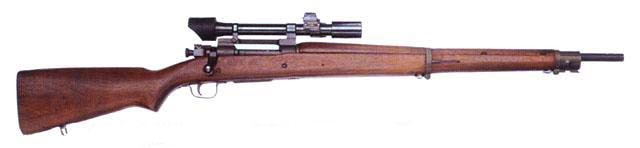
Phiên bản bắn tỉa M1903A4 Springfield với ống nhắm M84.

Trước khi khẩu M1903 Springfield ra đời thì quân đội Hoa Kỳ sử dụng phổ biến súng trường Springfield 1892-99 do Springfield Armory thiết kế theo mẫu Krag-Jørgensen của Đan Mạch. Trong khi đó, các cường quốc quân sự lớn trên thế giới khi đó như:Đức (Mauser Gewehr 98), Anh (Lee-Enfield), Pháp (Lebel 1886), Áo-Hung (Mannlincher 1895), Nga (Mosin-Nagant), Nhật Bản (Arisaka Type 30),... đều đã có cho riêng mình những khẩu súng trường do họ tự nghiên cứu thiết kế và sản xuất nội địa. Chính phủ Mỹ nhận thấy rằng quân đội không thể sử dụng mãi những khẩu súng trường Springfield 1892-99 đó được. Quân đội Mỹ cần phải có một khẩu súng trường do chính người Mỹ tự thiết kế và tự sản xuất. Nhà máy vũ khí Springfield Armory nổi tiếng đã nhận nhiệm vụ thiết kế và họ cam kết với chính phủ rằng nhất định họ sẽ thiết kế ra một khẩu súng trường mới đáp ứng đúng như những gì mà chính phủ đã mong muốn. Khẩu súng mới được thiết kế với khoảng 60% yếu tố là dựa theo khẩu Springfield 1892-99 (Springfield Armory sản xuất Krag-Jorgensen tại Mỹ (với một số sửa đổi) theo giấy phép do Đan Mạch cấp), khoảng 30% thì dựa vào khẩu Mauser 1893 mà quân đội Mỹ thu giữ được với số lượng lớn sau khi dành thắng lợi áp đảo trước quân Tây Ban Nha trong cuộc chiến Tây Ban Nha–Mỹ (1898) và khoảng 10% còn lại thì do hãng Springfield tự thiết kế khác biệt cho nó. Vào ngày 19 tháng 6 năm 1903, Quân đội Hoa Kỳ chính thức đưa khẩu súng này vào phục vụ trong biên chế với tên gọi là: M1903 Springfield.

## Trong thế chiến thứ nhất
Trong thế chiến thứ nhất, súng trường M1903 Springfield đã trở thành khẩu súng trường chính của quân đội Hoa Kỳ. Bằng chứng là trong một bộ phim của Charlie Chaplin có tựa là "Shoulder Arms", trong bộ phim này khẩu M1903 Springfield được mang theo và sử dụng bởi hầu hết những người lính trong quân đội Mỹ lẫn cả quân đội Đức, nhưng trên thực tế thì quân Đức không bao giờ dùng chung vũ khí Springfield chung với quân Đồng Minh, họ cũng có những khẩu súng trường Gewehr 98 cũng không hề kém cạnh khẩu M1903 một tí nào của riêng họ. Trong thế chiến thứ nhất, mỗi khi quân Mỹ tấn công quân Đức bằng cách xông lên và đánh nhau theo kiểu giáp lá cà với binh lính Đức trong chiến hào thì đa số súng trường đều bị vứt lại ở hào cho nó đỡ vướng víu, họ giết nhau bằng cách dùng súng ngắn M1911 hay súng ổ quay Smith & Wesson Model 10 (nhưng chỉ sĩ quan mới được trang bị súng này mà thôi). Còn lại đa số lính Mỹ lại chọn cách đó là dùng lưỡi lê hoặc mũ cối sắt mà họ đội trên đầu để đánh nhau với kẻ thù. Chính phủ Mỹ nhận thấy điều đó rất tốn kém nhưng họ không biết nên làm cách gì để giải quyết.

## Trong thế chiến thứ hai
Khi thế chiến thứ hai diễn ra, vì quân đội Mỹ đã đưa vào sử dụng hai mẫu súng trường bán tự động danh tiếng M1 Garand (sau này còn có thêm cả M1 Carbine) nên số lượng súng trường M1903 Springfield được sử dụng đã bị ít dần đi. Một phần lớn số súng trường M1903 Springfield đã được giao lại cho những người lính bắn tỉa, lính hải quân và một số người lính dù, nó cũng được dùng rất nhiều bởi Thủy quân lục chiến vào những ngày đầu của mặt trận Thái Bình Dương.
Khẩu súng trường M1903 Springfield có ưu điểm là khá nhẹ, độ chính xác cao nên cho dù có kính ngắm hay không có kính ngắm thì nó vẫn giữ được ưu thế của súng trường bắn tỉa. M1903 Springfield được biết là một trong những khẩu súng bắn tỉa mạnh nhất thời thế chiến thứ hai, may mắn thay đạn của M1903 Springfield sử dụng lại chính là loại đạn tiêu chuẩn của quân sự Mỹ suốt năm 1903 đến năm 1960 nên không có vấn đề gì trong việc cung cấp đạn cho nó, ống ngắm của M1903 Springfield là ống ngắm M84, một loại ống ngắm của súng trường M1 Garand nên việc cung cấp ống ngắm cho nó cũng rất dễ.
Trong Thế chiến II, Quân đội Hoa Kỳ cũng thử dùng súng trường M1 Garand làm súng bắn tỉa nhưng lực giật của cây súng trường M1 Garand tương đối lớn khiến những người lính bắn tỉa Mỹ rất khó bắn trúng quân địch, đặc biệt là khẩu súng trường M1 Garand có thể nạp đạn bằng ổ đạn 8 viên vào phiên bản bình thường nhưng phải nạp đạn từng viên một cho phiên bản bắn tỉa vì ống ngắm đã chiếm gần hết vị trí của ổ tiếp đạn, chính lý do này đã làm binh lính Mỹ không thích phiên bản bắn tỉa M1C Garand cho lắm.
Quân đội Hoa Kỳ còn thương mại hóa mẫu súng này khi họ bán nó cho Canada và Anh với số lượng lớn để họ có vũ khí chống quân phát xít Đức. Trong Thế chiến II, người Canada cũng sử dụng khẩu M1903 Springfield và đạn.30-06 của nó như là mẫu súng trường chiến đấu bắn phát một tiêu chuẩn để thay thế cho những khẩu súng trường Ross và cỡ đạn.280 Ross đã lạc hậu từ cuối Thế chiến I của họ.

## Những cuộc chiến khác
Trong thời kỳ chiến tranh Đông Dương, nhất là từ sau năm 1918 trở đi, Pháp đã thay thế những khẩu súng trường cổ điển Lebel 1886 bằng súng trường M1903 Springfield mà họ bỏ tiền túi ra đặt mua của Mỹ. Nó được trang bị rộng rãi bởi quân đội Pháp sau khi mua một lượng lớn từ nước Mỹ. Quân Pháp cũng lấy kính ngắm M84 gắn vào nó và đưa lại cho những người lính bắn tỉa sử dụng trong khi những người lính bắn tỉa trong quân đội Việt Minh được sử dụng Mosin Nagant. Có thể nói: M1903 Springfield và Mosin Nagant là đối thủ của nhau trong suốt thời gian chiến tranh Đông Dương. Vì khẩu M1903 Springfield được sản xuất từ nhà máy Remington nên quân đội Việt Nam lẫn cả những người dân miền Nam Việt Nam gọi nó là súng trường Rơ-manh-tông. Khẩu Springfield được phục vụ rất hạn chế trong chiến tranh Việt Nam và nhiều cuộc chiến khác sau này. Chủ yếu nó được sử dụng để đóng vai trò làm súng trường bắn tỉa chứ không cần làm súng trường chiến đấu bình thường vì đã có khẩu M16 thay thế.
Quân du kích từ khắp nơi trên thế giới chỉ thích mua và sử dụng vũ khí của Liên Xô (AK, SKS, Mosin, Tokarev,...) chứ không thích sử dụng vũ khí của Hoa Kỳ, vì quân đội Hoa Kỳ kẻ thù của họ cũng như súng trường Springfield là súng của Hoa Kỳ.

## Các quốc gia sử dụng
- Hoa Kỳ: Vẫn còn sử dụng với các đơn vị Junior ROTC cho các mục đích nghi lễ.
- Brasil
- Campuchia
- Canada
- Trung Quốc: Chỉ sử dụng duy nhất trong Nội chiến Trung Quốc
- Costa Rica
- Cuba
- Đế quốc Ethiopia: Nhận được sau Thế chiến II
- Pháp
- Đức Quốc xã: Súng trường M1903 Springfield thu được từ lính Mỹ được chỉ định là Gewehr 249(a). Những khẩu súng trường  M1903 Springfield thu được từ những người lính Khối thịnh vượng chung được chỉ định là Gewehr 249(e).
- Hy Lạp
- Haiti: Cấp cho Lực lượng hiến binh Haiti.
- Honduras: Nhận 2083 khẩu từ Chính phủ Hoa Kỳ vào năm 1950.
- Ý: Được cung cấp cho Du kích Ý đang hoạt động trong vùng lân cận của quân đội Mỹ.
  - Phong trào kháng chiến Ý: Cung cấp cho Du kích Ý hoạt động trong vùng lân cận của Quân đội Mỹ.
- Nhật Bản: Tịch thu trong Thế chiến II. Được sử dụng bởi Cục Dự trữ Cảnh sát Quốc gia sau chiến tranh.
- Vương quốc Lào
- Hà Lan: Được sử dụng bởi Thủy quân lục chiến Hà Lan trong Cách mạng Dân tộc Indonesia.
- New Zealand
- Nicaragua
- Việt Nam
  -  Việt Nam Dân chủ Cộng hòa: Sử dụng trong Chiến tranh Đông Dương và sử dụng súng trường M1903 Springfield tiêu diệt máy bay Mỹ.
  -  Cộng hòa Miền Nam Việt Nam: Sử dụng trong Chiến tranh Đông Dương và Chiến tranh Việt Nam
- Lào
- Peru
- Philippines
- Trung Hoa Dân Quốc (1912–1949)}}
- Hàn Quốc: Được trang bị 216 khẩu M1903A3 trước Chiến tranh Triều Tiên . Số lượng đang phục vụ đạt đỉnh điểm là 3.611 chiếc vào năm 1951, và giảm xuống còn 393 chiếc vào cuối chiến tranh. Quân đội Hàn Quốc cũng lần lượt nhận được 100 và 109 chiếc M1903A4 vào năm 1952 và 1953.
- Việt Nam Cộng hòa: Sử dụng trong Chiến tranh Đông Dương và Chiến tranh Việt Nam
- Nhật Bản: Bị chiếm đóng trong Thế chiến II. Được Cục Dự trữ Cảnh sát Quốc gia sử dụng sau chiến tranh.
- Panama
- Indonesia: Được sử dụng trong Chiến tranh giành độc lập Indonesia
- Đài Loan
- Thái Lan
- Vương quốc Liên hiệp Anh và Bắc Ireland